# Carmen Luvana
Carmen Luvana (23 d'agost de 1981, Nova York) és una exactriu pornogràfica estatunidenca originària de Puerto Rico.

## Biografia
Carmen prové del barri novaiorquès de Brooklyn, però es va traslladar a Puerto Rico (Estats Units), el país d'origen dels seus pares, amb tan sols 5 anys (1986) i va viure allà fins als 18 anys, aleshores es va traslladar fins a Miami (Florida, Estats Units) per treballar com a stripper en diversos clubs de la ciutat. Va ser així com, després de dos anys i ja l'any 2001, quan va decidir debutar en el cinema porno amb More Dirty Debutants 211 -Més debutants brutes 211- i un any més tard va decidir deixar el seu contracte amb New Sensations per fitxar per la productora Adam & Eve el 2003. Va esdevenir el vaixell almirall de la productora, Luvana va deixar clara la seva frase favorita: Ai, punyeta. i va realitzar la seva primera escena anal a The Perfect Secretary, La perfecta secretària-. Fins a l'any 2006 no va realitzar la seva segona escena anal, i fins al moment la darrera escena anal en The Power of Submission (2006) - El poder de la submissió.
A la fi del 2007 va anunciar la seva voluntat de retirar-se de la indústria del porno en concloure l'any 2008.
Ha estat portada de revistes com Hustler, Oui, Genesis magazines o Maxim.

## Premis
- 2002: Premi XRCO a la Millor actriu revelació[7]
- 2003: Night Moves a la Millor actriu revelació[8]
- 2003: Premi XRCO Millor escena lèsbica (amb Jenna Jameson)[9]
- 2004: Premi KSEX[10]
- 2006: F.A.M.I. Award Millor actriu realitzant sexe oral[11]